# Kotajärvi (sjö i Södra Karelen, Finland)
Kotajärvi är en sjö i Finland. Den ligger i kommunen Lemi i landskapet Södra Karelen, i den södra delen av landet, 190 km nordost om huvudstaden Helsingfors. Kotajärvi ligger 78,3 meter över havet. Den är 12 meter djup. Arean är 3,47 kvadratkilometer och strandlinjen är 21,14 kilometer lång. Sjön  ingår i Kymmene älvs huvudavrinningsområde.   I omgivningarna runt Kotajärvi växer i huvudsak blandskog. Den sträcker sig 3,2 kilometer i nord-sydlig riktning, och 3,0 kilometer i öst-västlig riktning.
I övrigt finns följande i Kotajärvi:
- Salosaari (en ö)
- Marjasaari (en ö)